# Česká kongregace sester dominikánek
Česká kongregace sester dominikánek je česká katolická řeholní kongregace. Je součástí Rodiny svatého Dominika (do níž byla přijata v roce 1908) a hlavní náplní její činnosti je výchova a vzdělávání české dívčí mládeže. K 20. prosinci 2004 čítala kongregace 84 sester.

## Historie
Kongregace byla založena v roce 1889. Postupně vybudovala rozsáhlou síť výchovných a vzdělávacích ústavů (sirotčinců, učitelských ústavů a škol), jakož i dalších zařízení souvisejících s výchovou a vzděláváním (např. ubytovacích zařízení pro studenty a studentky). Období kontinuálního rozkvětu kongregace bylo narušeno první světovou válkou (zejména díky existenčním potížím a zajištěním stravy pro chovanky i sestry samotné). Po válce pokračovala stagnace v letech 1919-1921, kdy kongregace trpěla politikou a společenským klimatem vedenou v intencích hnutí Pryč od Říma, což vedlo k sekularizaci školství, omezování činnosti katolických školských ústavů a podobně.
Po změně výše zmíněných intencí v průběhu 20. let, kdy byla silně protikatolická politika Československem opuštěna, se kongregace postupně opět rozvíjela až po období Mnichovské dohody. Se ztrátou pohraničí přišel rozvrat nejprve ústavů v odstoupených oblastech, odkud většinou sestry musely rychle uprchnout, po celkové okupaci a vzniku Protektorátu Čechy a Morava pak došlo k likvidaci ústavů kongregace a částečně i její struktury a byly jí zabrány některé kláštery.
Během války byly uzavírány její školy i výchovná zařízení, některé sestry skončily v koncentračních táborech (sestra Marie Filomena Dolanská zemřela v koncentračním táboře v Ravensbrücku). Ze Slovenska byly vyháněny sestry české národnosti. Sestry, které nemohly pracovat v původních mantinelech činností kongregace, se soustředily na domácí výrobu - vyráběly pantofle, kabelky a podobné věci.
V poválečné době došlo k postupnému obnovování činnosti a ústavů kongregace, která však byla přerušena a zmařena nástupem komunistického režimu, který zahájil proces terorizování a postupné likvidace kongregace. V této době (k 31. prosinci 1948) měla kongregace 377 sester.
Postupně došlo k likvidaci většiny ústavů i konventů sester, které byly bez jakýchkoli zákonných podkladů internovány v naprosto nevyhovujících životních podmínkách (v koncentračních klášterech nebo v malých roztříštěných skupinkách) a v některých případech nuceny pracovat v továrnách za velmi špatných pracovních podmínek. Běžně jim bylo bráněno v nošení řeholního oděvu a plnění řeholních a náboženských povinností. Několik sester bylo odsouzeno ve vykonstruovaných procesech a uvězněno či podrobeno intenzívní převýchově (vesměs totálně neúspěšné). Bylo též znemožněno přijímat novicky (poslední obláčka proběhla v roce 1950, pár dalších pak v krátkém období oslabení útlaku v letech 1968-1969 a poté byly až tajné a „ilegální“ obláčky v letech osmdesátých.
Po roce 1989 došlo k obnově některých ústavů a konventů, ovšem v rozměrech odpovídajících stavu čtyřicetiletým útlakem těžce zdecimované kongregace.

## Provozované ústavy a kláštery

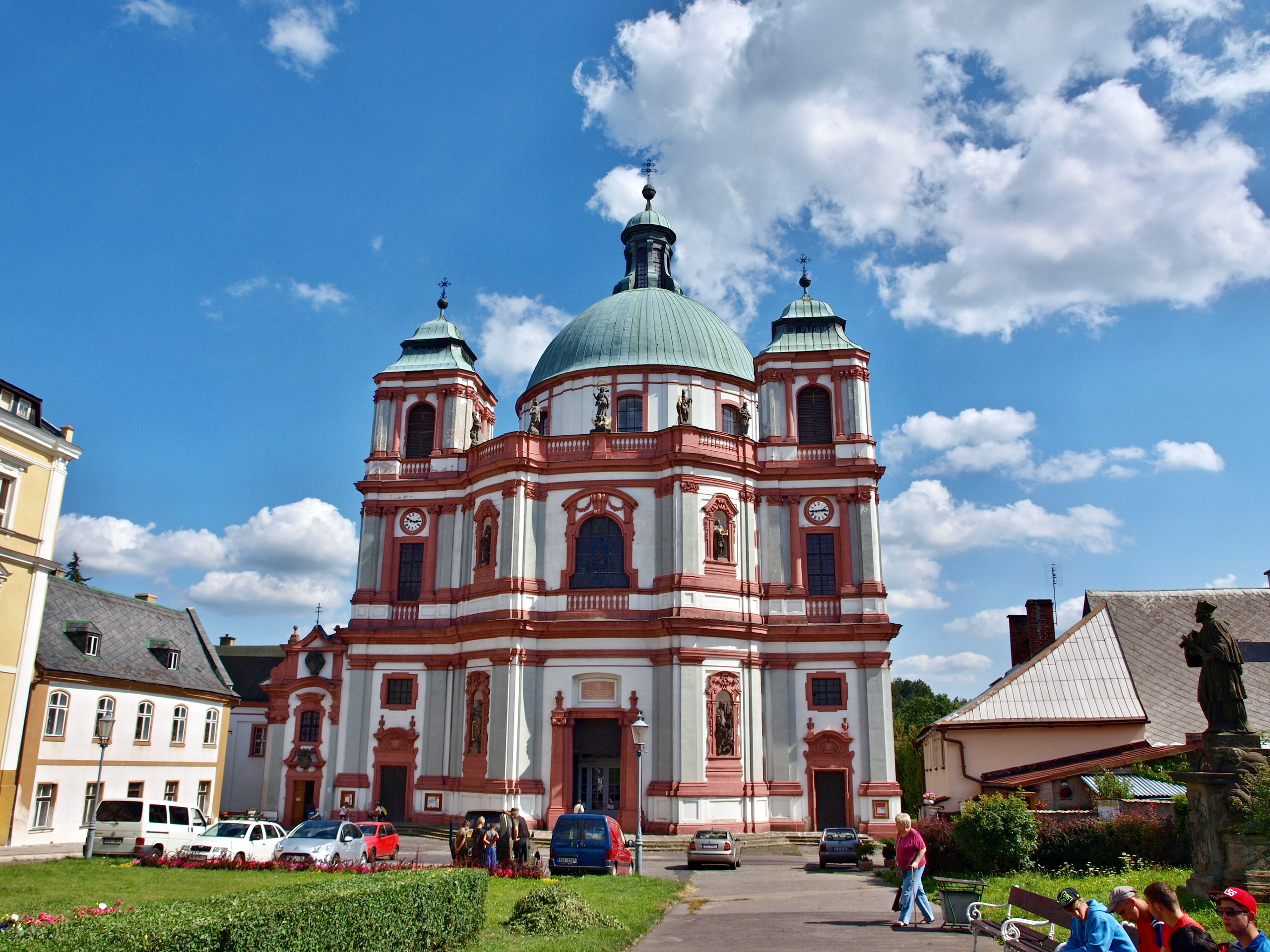
Klášterní bazilika sv. Vavřince a sv. Zdislavy v Jablonném v Podještědí

- Konvent sester dominikánek v Bojkovicích s Církevní střední školou pedagogickou a sociální (vyučuje obory sociální pečovatelství a sociální vychovatelství).
- Konvent sester dominikánek v Brně, který je sídlem generální správy kongregace, s Domovem svaté Zdislavy (pro ubytování plnoletých studentek)
- Konvent sester dominikánek v Jablonném v Podještědí
- Konvent sester dominikánek v Olomouci, zázemí pro sestry studující či přednášející na olomoucké Univerzitě Palackého
- Konvent sester dominikánek v Plzni
- Konvent sester dominikánek v Praze při kostele svaté Anny na Starém Městě s Katolickým domem studujících (ubytovací zařízení pro středoškolské studentky)
- Konvent sester dominikánek ve Střelicích
- Konvent sester dominikánek ve slezské Ratiboři

## Známé sestry
- Marie Filomena Dolanská (1895-1943) - oběť nacistického teroru, kandidátka blahořečení
- Gabriela Ivana Vlková (* 1964) - děkanka CMTF UP, první žena v čele teologické fakulty v českých zemích